# Клемятино (Дроздовское сельское поселение)
Клемя́тино — деревня  в  Смоленской области России,  в Сафоновском районе. Население – 14 жителей (2007 год)  .  Расположена в центральной части области в 1,5 км к северу от города Сафонова, в 3,5 км севернее автодороги М1 «Беларусь».  Входит в состав Дроздовского сельского поселения.

## История
В годы Великой Отечественной войны деревня была оккупирована гитлеровскими войсками в сентябре 1941 года, освобождена в 1943 году.